# فرودگاه چادویک
فرودگاه چادویک (به انگلیسی: Chadwick Airport) یک فرودگاه خصوصی است که یک باند فرود چمن دارد و طول باند آن ۴۸۸ متر است. این فرودگاه در شهر بنکس، اورگن کشور ایالات متحده آمریکا قرار دارد و در ارتفاع ۲۰۴ متری از سطح دریا واقع شده‌است.